# Bazens
Bazens é uma comuna francesa na região administrativa da Nova Aquitânia, no departamento Lot-et-Garonne. Estende-se por uma área de 12,29 km². Em 2010 a comuna tinha 552 habitantes (densidade: 44,9 hab./km²).